# Mucuhiko Nomura
Mucuhiko Nomura (japonsky 野村 六彦, * 10. února 1940 Hirošima) je bývalý japonský fotbalista.

## Klubová kariéra
S kariérou začal v japonském klubu Hitachi v roce 1963. V sezóně 1965 se stal s 15 góly nejlepším střelcem japonské ligy. V sezoně 1972 vyhrál japonskou ligu. V sezonách 1972 a 1973 tým vyhrál Císařský pohár. Odehrál 136 ligových utkání a vstřelil 36 gólů. Kariéru ukončil v roce 1975.

## Úspěchy

### Klubové
Hitachi
- Japan Soccer League: 1972
- Císařský pohár: 1972, 1973